# The I Heart Revolution: We're All in This Together
The I Heart Revolution: We're All in This Together è un film-documentario realizzato dagli Hillsong United. Si tratta della seconda parte del progetto The I Heart Revolution iniziato dalla band nel 2008 con l'uscita dell'album The I Heart Revolution: With Hearts as One.
Il filmato è stato dapprima proiettato nei cinema statunitensi e canadesi il 4 novembre 2009.
Come affermato anche dalla stessa band, mentre With Hearts as One era la "professione delle loro labbra", We're All in This Together non è altro che la messa in pratica delle loro parole. Il documentario, infatti, è stato realizzato nell'arco di tre anni, girando 6 continenti, 42 nazioni e 93 città, in un incrocio culturale di musica, animazione, interviste, attivismo e volontariato.

## Tracce
Insieme al DVD è presente anche un doppio CD con le seguenti tracce:
Disco 1
1. The Time Has Come
2. One Way
3. What the World Will Never Take
4. The Stand
5. Where the Love Lasts Forever
6. All I Need is You
7. Tell the World
8. From the Inside Out
9. Nothing But the Blood
10. Hosanna
11. Salvation is Here
12. Solution

Disco 2
1. We're All In This Together Film
2. The Time Has Come
3. Take It All
4. The Stand
5. From the Inside Out
6. Solution